# Hans Assi Hahn

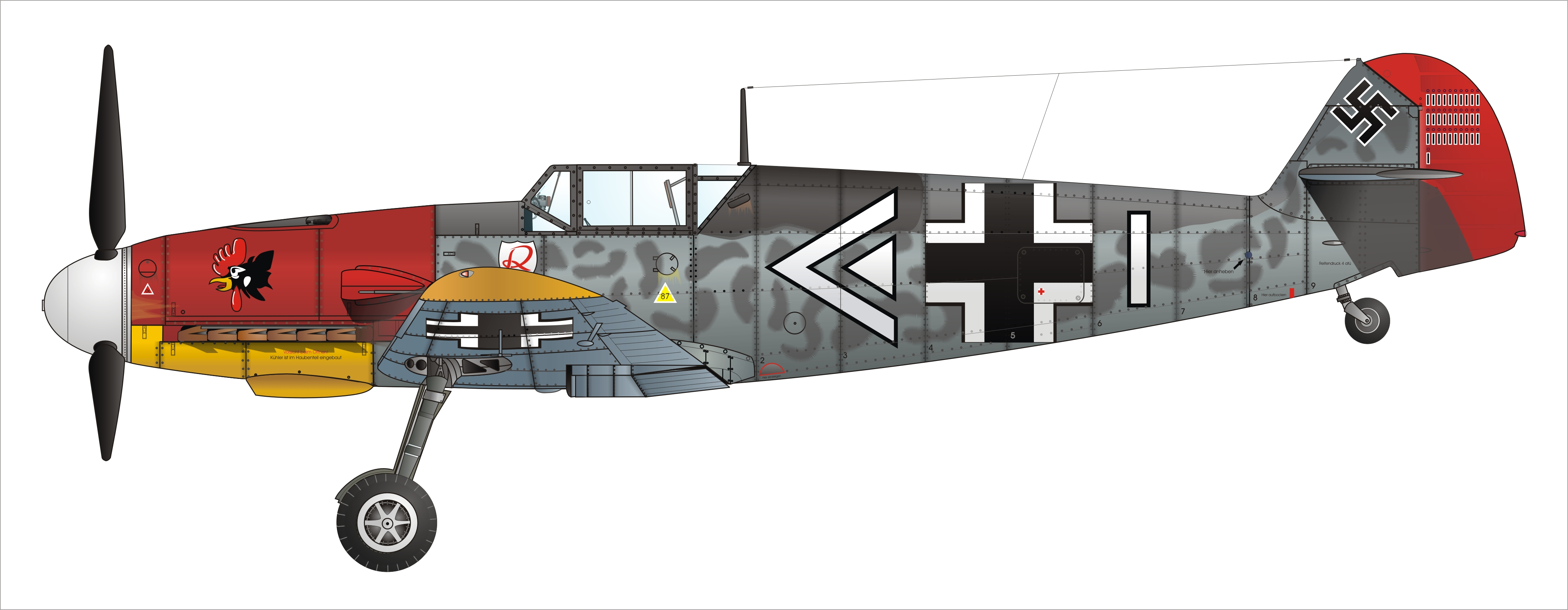
Messerschmitt BF109 F-2, pilotado por Hans Hahn em 1941, na França.

Hans Robert Fritz Hahn (14 de abril de 1914 - 18 de dezembro de 1982), apelidado de "Assi", foi um oficial alemão que serviu na Luftwaffe durante a Segunda Guerra Mundial. Considerado um ás da aviação, participou de 560 missões de combate, responsável por 108 vitórias contra aviões inimigos sendo condecorado com a Cruz de Cavaleiro da Cruz de Ferro com Folhas de Carvalho.

## Condecorações
| Cruz de Ferro (1939) 2ª Classe                                  | 30 de maio de 1940     |
| Cruz de Ferro (1939) 1ª Classe                                  | 13 de junho de 1940    |
| Distintivo de Voo do Fronte da Luftwaffe em Ouro                | 26 de abril de 1941    |
| Cruz Germânica em Ouro                                          | 16 de julho de 1942    |
| Cruz de Cavaleiro da Cruz de Ferro                              | 24 de setembro de 1940 |
| Cruz de Cavaleiro da Cruz de Ferro com Folhas de Carvalho nº 32 | 14 de agosto de 1941   |